# Oussoy-en-Gâtinais
Oussoy-en-Gâtinais é uma comuna francesa na região administrativa do Centro, no departamento Loiret. Estende-se por uma área de 23,79 km². Em 2010 a comuna tinha 417 habitantes (densidade: 17,5 hab./km²).